# Stadum
Stadum (północnofryz. Ståårem) – gmina w Niemczech w kraju związkowym Szlezwik-Holsztyn, w powiecie Nordfriesland, wchodzi w skład Związku Gmin Südtondern.